# Coloana sonoră a serialului Alias
Listele de mai jos cuprind cântecele care au apărut în episoadele serialului Alias (2001-2006), creat de J. J. Abrams.

## Sezonul 1
| Episod                    | Lista cântecelor |
| ------------------------- | --- |
| 1: „Truth Be Told”        | - Supreme Beings of Leisure⁠(d) - Under The Gun - Cat Stevens - Trouble - Peter Gabriel - Here Comes The Flood - Sinead O'Connor - No Man's Woman - Vertical Horizon⁠(d) - You're A God - Gus - Goin' Our Way - The Cranberries - Never Grow Old - Stereo MCs⁠(d) - Sofisticated - Vertical Horizon⁠(d) - Give You Back |
| 2: „So It Begins”         | - Roland Gift⁠(d) - Looking For A Friend - Kate Bush - This Woman's Work |
| 3: „Parity”               | - Miranda Lee Richards⁠(d) - The Beginner - Ryan Adams⁠(d) - La Cienega Just Smiled - Bill Bonk - Rings A Bell - Spookie Daly Pride - Go Get It |
| 4: „A Broken Heart”       | - Bill Bonk - Halfway Home - Nina Storey - If I Was An Angel - Sarah McLachlan - Angel |
| 5: „Doppelganger”         | - John Wesley Harding⁠(d) - I'm Wrong About Everything - Freestylers⁠(d) - Get Down Massive - Leroy - Trans Am |
| 6: „Reckoning”            | - Stars⁠(d) - Going, Going, Gone - Garbage - Tornado - Lisbeth Scott⁠(d) - Be Still My Soul - Huffamoose⁠(d) - Zero Hours A Week |
| 7: „Color-Blind”          | - The Pretenders⁠(d) - The Wait - Jude - Everything's All Right (I Think It's Time) - Natalie Merchant⁠(d) - Not In This Life |
| 8: „Time Will Tell”       | - Ivy⁠(d) - Edge of the Ocean |
| 9: „Mea Culpa”            | - Duncan Sheik⁠(d) - Out of Order - Smash Mouth⁠(d) - Diggin' Your Scene - Munkafust - Sacred Way |
| 10: „Spirit”              | - Freedy Johnston⁠(d) - Love Grows - Thunderball - Domino - Klyph Black - Santa's Dilemma |
| 11: „The Confession”      | - Sting - Someone to Watch Over Me - DJ Teebee⁠(d) - Rave Alarm |
| 12: „The Box, Partea 1”   | - Enya - How Can I Keep From Singing? - Rob Zombie - Dragula (Si Non Oscillas, Noli Tintinnare Mix) - Oscillatios vs Mukunga Umburu - Bad Girls Go To Hell |
| 13: „The Box, Partea 2”   | - Jesse Harris⁠(d) & The Ferdinandos - Rockaway - Fleetwood Mac - Songbird |
| 14: „The Coup”            | - Norah Jones - Shoot The Moon - Chantal Kreviazuk⁠(d) - Green Apples |
| 15: „Page 47”             | - John Mayer - No Such Thing - The Smashing Pumpkins - Landslide - Abra Moore⁠(d) - Home - Norah Jones - Feelin' The Same Way |
| 16: „The Prophecy”        | - The Hives - Hate To Say I Told You So - Bill Bonk - World Gone Mad - Hathaway - Feels Like Home - Mint Royale⁠(d) - From Rusholme With Love |
| 17: „Q & A”               | - Smashmouth⁠(d) - Diggin' Your Scene |
| 18: „Masquerade”          | - Anonymous 4⁠(d) - Plus Bele Que Flor - Gigolo Aunts⁠(d) - Lay Your Weary Body Down - The Doves - Break Me Gently - Depeche Mode - Dream On |
| 19: „Snowman”             | - Matt Beckler - From The Summer - Jeff Buckley - Lover, You Should Have Come Over - Paul Oakenfold - Ready Steady Go - Hathaway - There's Something Better - Gigolo Aunts⁠(d) - My Favorite Regret |
| 20: „The Solution”        | - Trickside⁠(d) - Coming Down - Alison Krauss & Union Station⁠(d) - I'm Gone |
| 21: „Rendezvous”          | - Jacintha - Autumn Leaves - Jennifer Garner (original de către Nina Simone) - Since I Fell For You - Maren Ord⁠(d) - Just Like You |
| 22: „Almost Thirty Years” | - Natalie Merchant⁠(d) - My Skin - The Chemical Brothers - Music Response - Overseer⁠(d) - Supermoves - Miriam Gauci⁠(d) - Canzone Del Salce (Verdi's Otello) |

## Sezonul 2
| Episod                  | Lista cântecelor |
| ----------------------- | --- |
| 1: „The Enemy Walks In” | - Gemma Hayes⁠(d) - I Wanna Stay - Rosie Thomas⁠(d) - Farewell - Daniel Lenz - Spy |
| 2: „Trust Me”           | - Bob Dylan - Shelter From The Storm - Supreme Beings of Leisure⁠(d) - Touch Me - Catie Curtis⁠(d) - Fusco's Song |
| 3: „Cipher”             | - Saint Low⁠(d) - Spanish Moss |
| 4: „Drop Dead”          | - The Innocence Mission⁠(d) - Oh Do Not Fly Away - Michelle Featherstone⁠(d) - Stay |
| 5: „The Indicator”      | - Zero 7⁠(d) - This World - Cornershop⁠(d) - Brimful Of Asha - Thicke - When I Get You Alone - Miriam Gauci⁠(d)/BRT Philharmonic Orchestra - Verdi's Canzone del Salce - Ave Maria - Beck - The Golden Age - Joni Mitchell - River |
| 6: „Salvation”          | - Kim Richey⁠(d) - A Place Called Home - Violent Femmes - Blister In The Sun - Andy Hunter Exodus - Go - Gus - Violent Rain |
| 7: „Counteragent”       | - Yo-Yo Ma⁠(d) feat. Alison Krauss - Slumber My Darling - Peter Gabriel - I Grieve - Sheryl Crow⁠(d) - I Shall Believe - Debbie Weisberg - Home                                                                                   |
| 8: „Passage, Partea 1”  | - Creedence Clearwater Revival - Bad Moon Rising - U2 - Walk On - Josh Canova - Almost Ran |
| 9: „Passage, Partea 2”  | - The Rolling Stones - Emotional Rescue |
| 10: „The Abduction”     | - Boomkat⁠(d) - The Wreckoning - Dar Williams⁠(d) - Beauty of The Rain - Chumbawamba⁠(d) - Don't Try This At Home - Johann Sebastian Bach - Sleepers, Awake                                                                        |
| 11: „A Higher Echelon”  | - Sammy Hagar⁠(d) - Serious JuJu - Kinky⁠(d) - Noche De Toxinas - Matthew Good Band⁠(d) - Weapon - Jude - All I Wanna Do |
| 12: „The Getaway”       | - No Doubt - Hella Good - Beck - Guess I'm Doing Fine - Charles-Francois Gounod - Salut Demeure |
| 13: „Phase One”         | - AC/DC - Back in Black - Lenny Kravitz - American Woman - Groove Armada⁠(d) - Hands of Time - Bill Withers - Use Me |
| 14: „Double Agent”      | - The Cars⁠(d) - Moving in Stereo - Coldplay - God Put a Smile Upon Your Face |
| 15: „A Free Agent”      | - Jimmy Eat World - My Sundown - Evan Olson⁠(d) - I Can't Forget - The Vines - Get Free |
| 16: „Firebomb”          | - David Gray⁠(d) - Freedom - Duncan Sheik⁠(d) - On a High |
| 17: „A Dark Turn”       | - LaTour⁠(d) - Blue - Lucinda Williams⁠(d) - Righteously |
| 18: „Truth Takes Time”  | - Josh Kelley⁠(d) - Amazing - Eastmountainsouth⁠(d) - So Are You To Me |
| 19: „Endgame”           | - Luce - Good Day - Turin Brakes⁠(d) - Rain City - The Breeders⁠(d) - Cannonball - Bering Strait⁠(d) - Porushka-Paranya |
| 20: „Countdown”         | - Lizzie West⁠(d) - Prayer - Kinky⁠(d) - Mas - Aretha Franklin - You're All I Need to Get By |
| 21: „Second Double”     | - Macy Gray - Speechless - The Lawyer - I Wanna MMM - Glendooz - Corps a Corps |
| 22: „The Telling”       | - Fleetwood Mac - Bleed To Love Her |

## Sezonul 3
| Episod                | Lista cântecelor |
| --------------------- | --- |
| 1: „The Two”          | - Limp Bizkit - Rollin' - Blue Man Group⁠(d) - I Feel Love - Rickie Lee Jones⁠(d) - On Saturday Afternoons in 1963                                          |
| 2: „Succession”       | - R.E.M. - Bad Day |
| 3: „Reunion”          | - Patsy Cline - She's Got You - Puya⁠(d) - Pa Ti Pa Mi - Whiskeytown⁠(d) - Choked Up - Gary Jules⁠(d) - Something Else                                       |
| 4: „A Missing Link”   | - Chucho Merchán⁠(d) - Fumba Rumba - Chucho Merchán - Emotion Lotion - Chucho Merchán - Kool As A Rool                                                     |
| 5: „Repercussions”    | - Beamish - Psycho Slam - Wyclef Jean & Kenny Rogers - Pharoahe Monch Dub Plate - Lady Laistee⁠(d) feat. Sweetness - Ooh Child - Beth Orton⁠(d) - Ooh Child |
| 6: „The Nemesis”      | - Jet⁠(d) - Last Chance - Underworld⁠(d) - Rez.Cowgirl - Helix⁠(d) - A/Klimatize - Stephen James Edwards - Nocturne Of The Sea                               |
| 7: „Prelude”          | - Johann Strauss (fiul) - Dunărea albastră |
| 8: „Breaking Point”   | - Marva Whitney⁠(d) - What Do I Have To Do To Prove My Love To You - Freddie Funk - Funktion Dunktion                                                      |
| 9: „Conscious”        | - Captain Luke and Cool John - The Chokin' Kind - MC Honky⁠(d) - Sonnet No. 3 (Like A Duck)                                                                |
| 10: „Remnants”        | - Peggy Lee⁠(d) - Fever - The Donnas - Take It Off - The Exies⁠(d) - My Goddess                                                                             |
| 11: „Full Disclosure” | - No Doubt - It's My Life |
| 12: „Crossings”       | - Damien Rice⁠(d) - Delicate |
| 13: „After Six”       | - The Crystal Method⁠(d) - Starting Over - Jonny Lang⁠(d) - Give Me Up Again - Johnny Lee Schell⁠(d) - Panhandle Stomp (A)                                   |
| 14: „Blowback”        | - Norah Jones - Carnival Town - Blur - Song 2 |
| 15: „Facade”          | - Rosie Thomas⁠(d) - All My Life - N/A - Whiskey in The Jar                                                                                                |
| 16: „Taken”           | - Quarashi⁠(d) - Stick 'Em Up |
| 17: „The Frame”       | - John Mayer - Clarity - Bobby Summerfield and Matt McGuire - Closing Time                                                                                |
| 18: „Unveiled”        | - Laibach⁠(d) - Tanz Mit Laibach |
| 19: „Hourglass”       | - Deftones - Change (in the House of Flies) |
| 20: „Blood Ties”      | (nicio melodie) |
| 21: „Legacy”          | - Osnel Odit Bavastro - Curu Curu |
| 22: „Resurrection”    | (nicio melodie) |

## Sezonul 4
| Episod                                   | Lista cântecelor |
| ---------------------------------------- | --- |
| 1: „Authorized Personnel Only, Partea 1” | - Etta James - At Last - Jet⁠(d) - Cold Hard Bitch - U2 - Bad                                                                                                  |
| 2: „Authorized Personnel Only, Partea 2” | - Juanes - Dios le Pido - Cat Stevens - The Wind |
| 3: „The Awful Truth”                     | - Driveshaft - You All ... Everybody - Steriogram⁠(d) - Walkie Talkie Man - Greyboy - Genevieve - The Von Bondies⁠(d) - No Regrets - Buju Banton⁠(d) - Chamption |
| 4: „Ice”                                 | - Louque - Whoa Now - Mazzy Star⁠(d) - Fade Into You |
| 5: „Welcome to Liberty Village”          | - Umphrey's McGee⁠(d) - Uncle Wally |
| 6: „Nocturne”                            | - Marilyn Manson - The Dope Show - Teitur⁠(d) - Rough Around the Edges                                                                                         |
| 7: „Detente”                             | - Julie London⁠(d) - Makin' Whoopee - David Gray⁠(d) - Freedom                                                                                                  |
| 8: „Echoes”                              | - Norah Jones - Sunrise |
| 9: „A Man of His Word”                   | - Rachael Yamagata⁠(d) - Meet Me By The Water |
| 10: „The Index”                          | - Jet⁠(d) - Are You Gonna Be My Girl - Alana Davis⁠(d) - A Chance With You                                                                                      |
| 11: „The Road Home”                      | - Kasabian - Club Foot - Eiffel⁠(d) - Au Neant - Hybrid - Know Your Enemy                                                                                      |
| 12: „The Orphan”                         | - Léo Delibes - Lakme Flower Duet |
| 13: „Tuesday”                            | - The Mambo Kings - Ran Kan Kan - Johnny Polanco⁠(d) - Baile De Los Ninos                                                                                      |
| 14: „Nightingale”                        | - Ray LaMontagne⁠(d) - Trouble |
| 15: „Pandora”                            | - LL Cool J - Move Sumpthin' - Ray LaMontagne⁠(d) - Shelter |
| 16: „Another Mister Sloane”              | (nicio melodie) |
| 17: „A Clear Conscience”                 | - U.N.K.L.E - Unkle Theme - The Doors - End of the Night |
| 18: „Mirage”                             | - Thievery Corporation - Lebanese Blonde - Junke XL - Dance U.S.A                                                                                             |
| 19: „In Dreams”                          | (nicio melodie) |
| 20: „The Descent”                        | - Diamond Nights⁠(d) - The Girl's Attractive - Aly and AJ - No One                                                                                             |
| 21: „Search and Rescue”                  | - Khia⁠(d) - My Neck, My Back |
| 22: „Before the Flood”                   | - Bob Dylan - Lay Lady Lay |

## Sezonul 5
| Episod                                 | Lista cântecelor |
| -------------------------------------- | --- |
| 1: „Prophet 5”                         | - Sarah McLachlan - Dirty Little Secret |
| 2: „..1..”                             | - LCD Soundsystem⁠(d) - Daft Punk Is Playing At My House - David Gray⁠(d) - Lately - Handsome Boy Modeling School⁠(d) - I've Been Thinking             |
| 3: „The Shed”                          | (nicio melodie) |
| 4: „Mockingbird”                       | - Andy Hunter⁠(d) - Come On |
| 5: „Out of the Box”                    | - The Umbrellas - The City Lights |
| 6: „Solo”                              | - Karla Bonoff⁠(d) - The Water Is Wide - BodyRockers⁠(d) - I Like the Way                                                                             |
| 7: „Fait Accompli”                     | - Twisted Sister⁠(d) - Burn In Hell - The Electric Prunes - I Had Too Much To Dream Last Night - Rachael Yamagata⁠(d) - 1963 - Elton John - Your Song |
| 8: „Bob”                               | - Federico Aubele⁠(d) - Esta Noche |
| 9: „The Horizon”                       | (nicio melodie) |
| 10: „S.O.S.”                           | (nicio melodie) |
| 11: „Maternal Instinct”                | (nicio melodie) |
| 12: „There is Only One Sydney Bristow” | - The Doors & Blondie - Rapture Rider - Paul Oakenfold - Faster Kill Pussycat - Soul of Man - Salty Moron                                           |
| 13: „30 Seconds”                       | - Barry White - Practice What You Preach |
| 14: „I See Dead People”                | (nicio melodie) |
| 15: „No Hard Feelings”                 | - Donovan - Catch the Wind - Carpark North⁠(d) - Homeland                                                                                            |
| 16: „Reprisal”                         | (nicio melodie) |
| 17: „All the Time in the World”        | - Soul Asylum⁠(d) - Runaway Train |